# Sarmentypnum exannulatum
Sarmentypnum exannulatum (oft als Warnstorfia exannulata (Schimper) Loeske bezeichnet; deutsch Ringloses Moorsichelmoos) ist eine Laubmoos-Art aus der Familie Calliergonaceae. 

## Merkmale
Sarmentypnum exannulatum ist sehr vielgestaltig. Es bildet mit seinen mittelgroßen Pflanzen lockere und oft ausgedehnte, gelbliche, braungrüne bis rötliche Rasen. Die bis 20 Zentimeter langen, aufsteigenden Stämmchen sind unregelmäßig bis locker fiederig verzweigt. Die Stämmchenblätter sind oval lanzettlich und allmählich in die lange Spitze auslaufend, oft sichelig gebogen bis seltener gerade, an den Rändern gezähnelt. Die kräftige Rippe reicht bis zum oberen Drittel der Blattlänge oder bis zur Blattspitze. Die Zellen der Blattmitte sind linealisch-rhombisch und dickwandig, die der Blattbasis breiter und kürzer. Die Blattflügelzellen sind von den übrigen Zellen sehr deutlich differenziert, sie sind stark aufgeblasen, verlängert rechteckig bis rundlich und bilden eine breit dreieckige Gruppe, die oft bis zur Blattrippe reicht.
Das Moos ist diözisch. Sporenkapseln werden sehr selten ausgebildet. Die Seta ist bis 6 Zentimeter lang und geschlängelt, die kurz zylindrische Kapsel ist geneigt bis horizontal und gekrümmt, der kegelige Deckel hat eine rote Warze. Die fein papillösen Sporen sind 14 – 20 Mikrometer groß.

## Standortansprüche und Verbreitung
Sarmentypnum exannulatum wächst an nassen bis sehr nassen, lichten bis halbschattigen, nährstoffarmen, kalkarmen, oft aber basenreichen Standorten, besonders in Nieder- und Zwischenmooren, weiters an Gewässerufern und in Quellmooren vom Flachland bis in die Hochgebirgsregion. 
In Deutschland ist die Art mäßig häufig, in den Zentralalpen an geeigneten Standorten sehr häufig.
Weltweite Vorkommen werden angegeben für Europa, Asien, Nord- und Zentralafrika, Nordamerika, nordwestliches Südamerika und Falklandinseln sowie Neuseeland.

## Systematik
Die Art war in der Vergangenheit der Gattung Drepanocladus als Drepanocladus exannulatus (Schimp.) Warnst. zugeordnet. Nach einer tiefgreifenden Neugliederung des Verwandtschaftskreises um Drepanocladus wurde/wird die Art in die Gattung Warnstorfia (als Warnstorfia exannulata) gestellt. Durch eine weitere Abtrennung von Warnstorfia landet die Art schließlich in der Gattung Sarmentypnum. Diese letzte Zuordnung als Sarmentypnum exannulatum wird von verschiedenen Moosfloren offensichtlich nur wenig mitvollzogen, sodass die Art derzeit häufig unter dem Namen Warnstorfia exannulata genannt wird.